# خیابان ترس: ملکه جشن فارغ‌التحصیلی
خیابان ترس: ملکه جشن فارغ‌التحصیلی (انگلیسی: Fear Street: Prom Queen) یک فیلم اسلشر آمریکایی محصول سال ۲۰۲۵ به کارگردانی مت پالمر از فیلمنامه‌ای است که او با همکاری دونالد مک‌لیری، بر اساس رمان «ملکه جشن فارغ‌التحصیلی» (۱۹۹۲) از مجموعه کتاب‌های خیابان ترس نوشته است. این فیلم که توسط چرنین انترتینمنت تهیه شده، چهارمین قسمت از مجموعه فیلم‌های «خیابان ترس» است. بازیگران این فیلم عبارتند از: ایندیا فاولر، سوزانا سان، فینا استرازا، دیوید ایاکونو، الا روبین، کریس کلاین، آریانا گرینبلات، لیلی تیلور و کاترین واترستون. داستان فیلم در سال ۱۹۸۸ اتفاق می‌افتد و بر یک قاتل نقابدار تمرکز دارد که نامزدهای ملکه جشن فارغ‌التحصیلی دبیرستان شیدی‌ساید را در شب جشن هدف قرار می‌دهد.
پس از انتشار سه‌ قسمت قبلی، بحث‌ها در مورد فیلم‌های آینده که در همان پیوستگی قرار دارند، آغاز شد. در اکتبر ۲۰۲۳، آر.ال. استاین اعلام کرد که فیلم‌های بیشتری در دست ساخت هستند و قسمت چهارم داستانی مستقل خواهد بود و انتظار می‌رود کلوئی اوکونو کارگردانی آن را بر عهده داشته باشد. تا مارس ۲۰۲۴، بازیگران شخصیت‌های اصلی اعلام شدند و مک‌لری و پالمر برای اقتباس از رمان «ملکه‌ی جشن فارغ‌التحصیلی» و پالمر به عنوان کارگردان استخدام شدند. فیلمبرداری از مارس تا مه ۲۰۲۴ در تورنتو و همیلتون انجام شد.
این سریال در ۲۳ مه ۲۰۲۵ از نتفلیکس منتشر شد و با واکنش‌های منفی منتقدان مواجه شد.

## داستان
در سال ۱۹۸۸، دانش‌آموزان سال آخر دبیرستان شیدی‌ساید برای جشن فارغ‌التحصیلی خود آماده می‌شوند. لوری گرنجر برای رقابت با گروه دختران محبوب ملقب به "گرگ‌پک" که متشکل از کویین بی فالکونر و دوستانش ملیسا مکندریک، دبی وینترز و لیندا هارپر است، برای کسب عنوان ملکه جشن فارغ‌التحصیلی ثبت‌نام می‌کند. لوری به دلیل شایعاتی مبنی بر قتل پدرش توسط مادرش، توسط همکلاسی‌هایش طرد می‌شود، هرچند که او بی‌گناه شناخته شده است. معاون برکنریج، قصد دارد در جشن فارغ‌التحصیلی، شیدی‌ساید را با وجود شهرت بد شهر، از نو بسازد. شب قبل از جشن، کریستی رنو یکی از نامزدهای جشن که همچنین فروشنده خرده‌پای ماری‌جوانا در محل است، توسط یک مهاجم نقابدار با ضربات چاقو کشته می‌شود.
روز بعد، لوری به همراه بهترین دوستش مگان راجرز در جشن شرکت می‌کند. بعداً، مگان با استفاده از یک کپی قالب‌گیری شده از سر تیفانی، شوخی می‌کند و بین او و لوری اختلاف ایجاد می‌کند. در همین حال، لیندا و دوست پسرش توسط مهاجم در کلاس درس مجاور مثله و کشته می‌شوند. لوری قبل از اینکه تیفانی او را در مورد گذشته مادرش مورد آزار و اذیت قرار دهد، از یک فرستنده ناشناس گل دریافت می‌کند. دبی و دوست پسرش جاد به زیرزمین می‌روند و مورد حمله مهاجم قرار می‌گیرند.
بعد از اینکه ملیسا به لوری کمک می‌کند تا آرایشش را درست کند، تیفانی به دوستی‌شان پایان می‌دهد و لباس ملیسا را خراب می‌کند. لوری و تیفانی با هم می‌رقصند که در طی آن لوری جمعیت را مجذوب خود می‌کند و تیفانی خجالت‌زده می‌شود. دوست پسرش تایلر از او جدا می‌شود و به لوری نزدیک می‌شود، لوری به او علاقه دارد. در همین حال، ملیسا در رختکن دختران کشته می‌شود و مشخص می‌شود که دو مهاجم نقابدار آنجا هستند. مگان حرف لوری را قطع می‌کند و گمان می‌کند که ناپدید شدن نامزدهای جشن فارغ‌التحصیلی یک قتل سریالی است که توسط دولین پسر مذهبی برکنریج انجام شده است. لوری نظریه مگان را رد می‌کند و این دو از هم فاصله می‌گیرند.
بعداً، مگان زیرزمین را بررسی می‌کند و در آنجا اجساد دبی، جاد و سرایدار استوکر را پیدا می‌کند. لوری و تایلر به سمت سالن اجتماعات می‌روند، و تایلر سعی می‌کند رابطه جنسی را آغاز کند. با این حال، مهاجم چاقویی را در جمجمه تایلر فرو می‌کند و او را می‌کشد و لوری را تعقیب می‌کند. او مگان را در حال فریاد زدن در زیرزمین می‌یابد، اما آنها در داخل قفل شده‌اند. پس از یک تعقیب و گریز کوتاه، از طریق پنجره فرار می‌کنند و به سرعت به سالن رقص می‌روند تا همه را مطلع کنند.
درست زمانی که لوری سعی می‌کند به مدرسه هشدار دهد، به عنوان ملکه جشن فارغ‌التحصیلی معرفی می‌شود. مهاجم از راه می‌رسد، دانش‌آموزان کلر و جرالد را می‌کشد و دست مدیر ویلند را قطع می‌کند، اما زنده می‌ماند. لوری از تاج تیارا برای چاقو زدن به مهاجم استفاده می‌کند، که نقاب از چهره برداشته شده و مشخص می‌شود که دن فالکونر، پدر تیفانی است.
پلیس می‌رسد و دن را دستگیر می‌کند، در حالی که مگان به بیمارستان منتقل می‌شود. لوری به خانه برمی‌گردد و با تیفانی می‌ماند، تیفانی از رفتار پدرش عذرخواهی می‌کند. نانسی، مادر تیفانی نیز برمی‌گردد و خود را به عنوان قاتل دوم معرفی می‌کند. در حالی که لوری و تیفانی پنهان می‌شوند، تیفانی سعی می‌کند لوری را با چاقو بزند و فاش می‌کند که او نیز در این ماجرا دست داشته است. نانسی توضیح می‌دهد که پس از جدایی پدر لوری از او به خاطر مادر لوری، او را کشته است. لوری، تیفانی را از راه پله هل می‌دهد و او را به تزئینات راهرو در پایین هل می‌اندازد. نانسی و لوری قبل از اینکه لوری با یک جایزه به او ضربه بزند و از خانه فرار کند، درگیری کوتاهی با هم دارند. با مرگ نانسی، خون او علامت جادوگر را تشکیل می‌دهد.

## بازیگران
- ایندیا فاولر در نقش لوری گرنجر
- سوزانا سان در نقش مگان راجرز بهترین دوست لوری
- فینا استرازا در نقش تیفانی فالکونر رقیب لوری
- کریس کلاین در نقش دن فالکونر پدر تیفانی
- دیوید ایاکونو در نقش تایلر تورس دوست پسر تیفانی
- الا روبین در نقش ملیسا مک‌کندریک دوست تیفانی
- آریانا گرینبلات در نقش کریستی رنو
- لیلی تیلور در نقش معاون دولورس برکنریج
- کاترین واترستون در نقش نانسی فالکونر مادر تیفانی
- دارین بیکر در نقش مدیر مدرسه ویلند
- ربکا ابلک در نقش دبی وینترز دوست تیفانی
- ایلان اودریسکول در نقش لیندا هارپر دوست تیفانی
- دامیان رومئو در نقش جاد دوست پسر دبی
- داکوتا تیلور در نقش بابی دوست پسر لیندا
- ادن سامر گیلمور در نقش کلر حامی تیفانی
- برنان کلوست در نقش جرالد حامی تیفانی
- سیسیلیا لی در نقش هارمونی لافی خبرنگار مدرسه
- دیل ویبلی در نقش جیمی دوست پسر کریستی

## تاریخ تولید و انتشار
در ژوئیه ۲۰۲۲ آر.ال. استاین اظهار داشت که بحث‌هایی برای ساخت فیلم‌های دیگری فراتر از سه‌گانه اولیه خیابان ترس در حال انجام است. در ماه دسامبر گزارش شد که کلوئی اوکونو کارگردانی قسمت بعدی خیابان ترس را بر عهده خواهد داشت و چرنین انترتینمنت برای تهیه‌کنندگی بازخواهد گشت.
در اکتبر ۲۰۲۳ استاین اظهار داشت که این مجموعه فیلم با ساخت قسمت‌های دیگری از مجموعه کتاب‌های «خیابان ترس» ادامه خواهد یافت. این موضوع توسط اسکات استیوبر تأیید شد و او فاش کرد که قسمت بعدی، فیلمی مستقل از مجموعه کتاب‌های خیابان ترس نوشته آر.ال. استاین خواهد بود. در ژانویه ۲۰۲۴ استاین تأیید کرد که این پروژه در دست ساخت است و قرار است از رمان «ملکه جشن فارغ‌التحصیلی» به طور خاص در این فیلم اقتباس شود. در ماه مارس، عنوان فیلم «خیابان ترس: ملکه جشن فارغ‌التحصیلی» انتخاب شد. فیلمنامه توسط دونالد مک‌لیری و مت پالمر اقتباس شده است که کارگردانی آن را نیز بر عهده دارد.
با اعلام عنوان فیلم، بازیگران اولیه شامل ایندیا فاولر، سوزانا سان، فینا استرازا، دیوید یاکونو، الا روبین، کریس کلاین، لیلی تیلور و کاترین واترستون اعلام شدند. گزارش‌های بعدی نشان داد که آریانا گرینبلات نیز به جمع بازیگران پیوسته است. فیلمبرداری اصلی در ۲۵ مارس ۲۰۲۴ در تورنتو آغاز شد، در همیلتون ادامه یافت و در ۱۴ مه به پایان رسید.
این فیلم در ۲۳ مه ۲۰۲۵ از نتفلیکس منتشر شد.

## آرا و نظرات
آلیسون فورمن در مقاله‌ای برای ایندی‌وایر ، فیلم را «لوس و شیطانی» توصیف کرد و به آن نمره B+ داد. او نوشت: «وقتی تعهد کامل با خون و خونریزی کافی در هم می‌آمیزد، این شب‌نشینی فوق‌العاده پرانرژی، کلیشه‌های خسته‌کننده را کنار می‌زند تا به مکانی تاریک و سلطنتی برسد». او همچنین خاطرنشان کرد که کارگردانی پالمر «به عنوان مدرک قطعی وجود دارد که اقتباس از این مجموعه کتاب ترسناک لذت بیشتری دارد» و احتمال انتشار فیلم‌های آینده «خیابان ترس» توسط نتفلیکس را سالانه ابراز کرد. کلینت وورتینگتون در راجرایبرت.کام با لحنی نامطلوب فیلم را با فیلم‌های قبلی‌اش مقایسه کرد و آن را «یک عقب‌نشینی عظیم» توصیف کرد و از کارگردانی پالمر انتقاد کرد. او افزود: « خیابان ترس به عنوان مجموعه‌ای آغاز شد که سعی داشت چرخ را از نو اختراع کند، حتی فقط با تکیه بر ساختارش و اشاره به نفرین ذاتی حاشیه‌نشینی؛ این یک فیلم اسلشر تهی مغز و سرراست و از روی عمد است.»
دنیس هاروی از ورایتی به تأثیرات آن اشاره کرد، اما استدلال کرد که «خیابان ترس: ملکه جشن هرگز از مفهوم کلیشه‌ای خود فراتر نمی‌رود، که به سادگی کلیشه‌ها را از آثار استاندارد تکه‌تکه و تاس مانند و همچنین طنزهای دبیرستانی مانند هذرها و دختران بدجنس برمی‌دارد، بدون اینکه هرگز بفهمد چقدر می‌خواهد آنها را جدی بگیرد». علاوه بر این، او از شخصیت‌ها به عنوان تک‌بعدی و اوج نهایی «بیش از حد» و فقدان جذابیت فیلم انتقاد کرد. با این حال، او از اجراها تمجید کرد و افزود: «این تقصیر بازیگران شایسته و عموماً خوش‌قیافه نیست - که تمام تلاش خود را می‌کنند، حتی اگر ممکن است از هدر رفتن استعدادهای پیشکسوت ابراز تاسف کنید - بلکه تقصیر عدم قاطعیت لحن فیلم است.»
ناتالیا کیوگان از ای.وی. کلاب انتقاد بیشتری داشت و به فیلم نمره "D" داد و آن را "یک فیلم بی‌روح و آشفته، که در آن کلیشه‌های مبتذل و فیلمبرداری بی‌روح واقعاً سزاوار مرگ هستند" توصیف کرد. او به ویژه از فیلمبرداری فیلم به دلیل عدم نمایش زیبایی‌شناسی دهه 1980 انتقاد کرد و نتیجه گرفت: "خیابان ترس: ملکه جشن، عاری از شوخی‌های ژانر، ظرافت بصری، سبک دهه 80 یا خونریزی لازم برای فیلم‌های ترسناک است، حتی امتیاز تلاش برای تقلید از فیلم‌های ترسناک دهه‌ای که در آن اتفاق می‌افتد را ندارد. این فیلم بی‌کیفیت نتفلیکس اورجینال فقط می‌تواند آرزوی تقلید از فیلم‌های دیگر را داشته باشد، اما حتی در آن صورت هم جرئت این کار را ندارد."
لونا گاتری از کولیدر نظر مثبت‌تری داشت و گفت که این فیلم «هیچ چیز جدیدی را کشف نمی‌کند، اما «ملکه جشن فارغ‌التحصیلی» یک فیلم اسلشر نوجوانانه به اندازه کافی قوی است که به خوبی دنیای رو به گسترش آر.ال. استاین را ادامه می‌دهد». او به ویژه از بازی‌های استرازا و واترستون تمجید کرد و نوشت: «آنها یک زوج عالی برای تماشا هستند و فیلم به آنها به اندازه کافی مواد می‌دهد تا واقعاً تأثیرگذار باشند». او همچنین از شخصیت‌پردازی فیلم تمجید کرد و افزود: «حتی فیلم‌هایی که هدفشان جلب توجه به اساسی‌ترین اصول سرگرمی است، می‌توانند این کار را با عنصری از پیچیدگی انجام دهند.»